# Aldara Prado
Aldara Prado (Galicia, 1992) es una ilustradora, tatuadora y autora de cómics española, conocida por su obra Nimue.

## Vida y carrera
Aldara pasó los primeros años de su vida creciendo en la España rural, viviendo en una aldea cerca de Betanzos.
Se licenció en Bellas Artes en Valencia, especializándose en narración visual y cinematográfica, y durante más de una década residió en Barcelona, donde desarrolló su carrera como ilustradora, trabajando para sectores como el cómic o la literatura infantil.
Desde 2018 hasta 2021 trabajó como autora en la antología de cómic A viñeta de Schrödinger, que buscaba poner en valor y dar a conocer el cómic gallego, y en la que participaron autores como Zaida Novoa y Fernando Llor.
En 2024 publicó en España la novela gráfica de fantasía Nimue, centrada en el personaje de la dama del lago, presente en las leyendas artúricas y a la cual Prado conoció cuando investigaba sobre las leyendas celtas y gallegas. La obra llevó un proceso de trabajo de 8 años. La obra fue alabada por su reinvención del personaje de Nimue y por su perspectiva actualizada sobre los personajes femeninos legendarios.

## Vida personal
Actualmente reside en Berlín, Alemania. Prado es hija del también historietista español Miguelanxo Prado.

## Obras
- A viñeta de Schrödinger (Antología, 2018-2021)
- El increíble viaje de los besos voladores (Lumen, 11 de octubre de 2918)
- Nimue (Norma Editorial, 25 de octubre de 2024)